# Раденко Пилчевић
Раденко Пилчевић (Горњи Милановац, 15. децембар 1986) је српски кошаркаш. Игра на позицији плејмејкера.

## Каријера
Пилчевић је започео професионалну каријеру у Другој српској лиги. Био је члан Железничара, Рибнице, Црнокосе и Пролетера. Затим је наступао у Суперлиги Србије за чачански Борац где је играо годину и по дана. У својој другој сезони за Чачане дошао је до просека од 10,7 поена, два скока, 2,9 асистенција и 1,5 украдених лопти по утакмици.
Од сезоне 2009/10. наставио је да напредује на интернационалној кошаркашкој сцени. Потписао је уговор са немачким Мителдојчером и играо у Бундеслиги. Учинком од 7,4 поена, 1,7 скокова и 3,2 асистенција по утакмици били су задовољни у клубу, па је продужио уговор до лета 2011. године. После годину дана у Гисену (2011/12) Пилчевић се преселио назад на Балкан како би у сезони 2012/13 играо за Фени из Кавадараца.
Из Македоније се вратио у Србију, потписавши за свој бивши клуб Црнокосу. У дресу Црнокосе, тада најпријатнијег изненађење Кошаркашке лиге Србије, одиграо је полусезону. Био је убедљиво најкориснији играч у 13 утакмица колико је одиграо. Просечно је постизао 18 поена, имао је по два скока и пет асистенција, за 30 минута колико је проводио на терену. Био је један од најзаслужнији што се Црнокоса налазила у врху табеле КЛС са скором 10-4. Био је шести играч по корисности, трећи асистент, а пети стрелац Лиге. Најбољу партију у сезони одиграо је против ФМП-а у којој је уписао 32 поена (бацања 10/13, тројке 6/7), четири скока и десет изнуђених прекршаја - за индекс 40.
У децембру 2013. потписује за крагујевачки Раднички. Ипак већ фебруара 2014. напушта тим. За Раднички је одиграо седам мечева у АБА лиги уз просечан учинак од 2,9 поена, 1,7 асистенција и једним скоком по мечу, док је на терену боравио 13 минута. Након тога је потписао за мађарски Солнок Олај са којим се задржао до краја те сезоне.
Током сезоне 2014/15. је играо у Румунији за Питешти и Темишвар. У октобру 2015. постао је члан Металца, али је након нешто више од месец дана отпуштен. Касније је потписао за румунску Крајову са којом је провео остатак те сезоне. У сезони 2016/17. био је члан словачких Кошица, а од јуна 2017. био је играч немачке екипе Сајенс Сити Јена.